# Trockene Rauchgasreinigung
Die trockene Rauchgasreinigung wird zum Entfernen von Schadstoffen, die bei Verbrennungsprozessen entstanden sind, eingesetzt. Bei der trockenen Rauchgasreinigung finden hauptsächlich adsorptive und trennende Methoden Anwendung. In erster Linie soll mit dem Einsatz ein Beitrag zum Umweltschutz geleistet werden.

## Aufbau der trockenen Rauchgasreinigung
Das bei der Verbrennung entstandene Rauchgas gelangt nach dem Kessel und den Wärmetauschern in einen Reaktor, wo unter anderem die sauren Bestandteile gebunden und somit entfernt werden. Im Anschluss an den Reaktor gelangt das Rauchgas zusammen mit den Adsorbentien in die Schlauchfilter. Dort werden diese durch Oberflächenfiltration abgeschieden. Zusätzlich dient der Schlauchfilter auch als Adsorptionsfläche der Rauchgase. Das bedeutet, dass beim Durchströmen des Filterkuchens die verbleibenden Schadstoffe aus dem Rauchgas gebunden werden.

### Trockenadsorption
Unter dem Begriff Adsorption versteht man die Anlagerung von Molekülen an die Oberfläche von Feststoffen. Damit die Adsorption von Gasen an Feststoffoberflächen möglichst effektiv verläuft, benutzt man adsorbierende Substanzen mit möglichst großer spezifischer Oberfläche. Durch spezielle Produktionsverfahren werden sehr poröse Adsorbenskörner hergestellt, die nur kleine Abmessungen besitzen, um die Diffusionswege für die Gasmoleküle durch die Poren möglichst gering zu halten. Es können dadurch Oberflächen von bis zu 1500 m2/g Adsorbens erzielt werden, da diese einen hohen Anteil an Mikroporen haben.

#### Aktivkohle in der trockenen Rauchgasreinigung
Ein sehr häufig verwendetes Verfahren zur Reinigung sowohl hoch als auch gering konzentrierter organisch belasteter Rauchgase ist die Adsorption an Feststoffen. Als Adsorbens wird hierbei Aktivkohle verwendet, die in Form von kleinen Kugeln oder Strangpresslingen hergestellt werden.
Die feingemahlene Aktivkohle wird im Reaktor dem Rauchgasstrom zudosiert. Durch die hohe spezifische Oberfläche bietet Aktivkohle eine große Angriffsfläche für das vorbeiströmende Gas. Die im Rauchgas enthaltenen Schadstoffe wie z. B. flüchtige Schwermetalle wie Quecksilber, Cadmium, Thallium, Selen und Arsen, chlorierte Dibenzodioxine und Dibenzofurane (PCDD/PCDF), schwerflüchtige chlorierte Kohlenwasserstoffe wie Hexachlorbenzol, Hexachlorcyclohexan, PCB, PAK diffundieren aufgrund eines Konzentrationsgradienten zwischen der Gasströmung und der Gleichgewichtsbeladung des Adsorbens aus dem Gasraum durch die Makroporen sowie Mikroporen ins Innere der Kugel und lagern sich dort an der Oberfläche an. Ein weiterer Mechanismus der zu einer Abscheidung führt, ist der sogenannte Sperreffekt. Dieser Effekt wird an kleinen Partikeln wirksam, die wegen ihrer geringen Masse auf den Strömungslinien um das Korn bleiben, dann auf das Korn stoßen und von diesem angezogen und festgehalten werden (Van-der-Waals-Kräfte).

#### Abscheidung sauerer Schadgase
Zur Abscheidung sauerer Schadgase wird Natriumhydrogencarbonat oder Calciumhydroxid im Reaktor dem Rauchgasstrom zugeführt. Der Abscheidevorgang wird im Folgenden am Beispiel von Natriumhydrogencarbonat beschrieben.
Durch die thermische Einwirkung des Rauchgases dissoziiert das Natriumhydrogenkarbonat zu Natriumkarbonat, Wasser und Kohlendioxid.
{\displaystyle \mathrm {NaHCO_{3(aq)}+HCl_{(aq)}\longrightarrow NaCl_{(aq)}+CO_{2(g)}+H_{2}O} }
Die Dissoziationstemperatur von trockenem Natriumkarbonat liegt dabei bedeutend höher (ca. 850 °C) als die des Natriumhydrogenkarbonats (65 °C). In wässriger Lösung findet die Reaktion bereits bei Raumtemperatur (20 °C) statt.
Da das Rauchgas durch die Oxidation (Verbrennung) mit Wasserdampf versetzt ist, kann die Dissoziationstemperatur des Natriumkarbonats auf ca. 165 – 180 °C gesenkt werden. In diesem Temperaturbereich verliert das Natriumkarbonat die kristalline Struktur und zerfällt in Na+ und CO32− Ionen. Betrachtet man dabei die Karbonat-Ionen, stellt man fest, dass das Gleichgewicht sehr stark auf die Seite von CO2 und H2O verschoben ist.
{\displaystyle \mathrm {2H^{+}+CO_{3}^{2-}\longrightarrow H_{2}O+CO_{2}} }
Damit die Reaktion stattfindet, werden Protonendonatoren (H+ - Spender) benötigt die z. B. in Form von säurehaltigen Gasen (HCl, H2SO4, HF…) bereits vorhanden sind.
Die nach der Reaktion im Rauchgas enthaltenen Kationen (Na+) sind jedoch bestrebt eine stabile Verbindung zu bilden und reagieren zu diesem Zweck mit den Anionen der Säuren (Cl−, SO42−, F−). Es findet ein Kristallisationsprozess statt, wobei Na+ mit den Anionen der Säuren, Salze wie z. B. NaCl, NaF, Na2SO2 bildet.

## Mechanische Staubabscheidung mit Schlauchfiltern
Die im Rauchgasstrom enthaltenen staubförmigen Bestandteile (Stäube aus der Verbrennung, Adsorbentien und deren Reaktionsprodukte) werden mittels filternder Abscheider aus dem Gasstrom entfernt. Typischerweise kommen hierbei Oberflächenfilter in Form von Filterschläuchen zum Einsatz. Diese können im Betrieb regeneriert werden, zusätzlich stellt der Filterkuchen aufgrund der kleinen Porengrößen selbst einen effizienten Reaktor zur Entfernung von gasförmigen Schadstoffen nach den oben beschriebenen Mechanismen dar.
Tiefenfilter eignen sich aufgrund der großen Staubmengen nicht für diesen Prozess.

## Einsatzmöglichkeiten
Die robuste, einfache und kostengünstige Reinigungstechnik, die schon seit Beginn der Luftreinhaltemaßnahmen in Deutschland die vorrangig genutzte Technik für die Fluor- und Chlorwasserstoff-Abscheidung in der Aluminium- und Ziegelindustrie sowie für Biomassefeuerungen darstellt, wird durch Weiterentwicklung und neue Adsorbenzien auch für die Abgasreinigung von Kohlefeuerungen und Abfallverbrennungsanlagen zugänglich gemacht.
Die trockene Rauchgasreinigung erfüllt die Vorgaben der 17. BImSchV (Verordnung über die Verbrennung und die Mitverbrennung von Abfällen).